# Shinji Nakano (Radsportler)
Shinji Nakano (japanisch 中野 慎詞; * 8. Juni 1999 in Hanamaki) ist ein japanischer Bahnradsportler, der auf Kurzzeitdisziplinen spezialisiert ist.

## Sportlicher Werdegang
Als Junior nahm Nakano 2017 an den Asienmeisterschaften teil und gewann dort drei Medaillen. Er begann ein Studium an der Waseda-Universität und betrieb den Sport weiter, zunächst auf nationaler Ebene und bei Universitäts-Meisterschaften. Ende 2020 wurde er Fahrer beim Dream Seeker Racing Team, einem japanischen UCI Track Team. Als Mitglied der Dream-Seeker-Mannschaft hatte er im Mai 2021 seinen ersten Auftritt im Nations Cup und gewann dort an der Seite von Tomohiro Fukaya und Yuta Obara den Teamsprint. Ebenfalls 2021 ging er durch die japanische Keirin-Schule, die er aufgrund hervorragender Ergebnisse vorzeitig abschloss.
2022 nahm er mit zahlreichen Erfolgen an japanischen Keirin-Rennen teil und wurde zweifacher japanischer Meister im Keirin und Teamsprint. Auch international begann er, sich im Keirin einen Namen zu machen: Er konnte an der Champions League 2022 teilnehmen, wo er im Keirin-Lauf von Saint-Quentin-en-Yvelines den dritten Platz belegte; im Jahr darauf siegte er in Kairo beim Nations Cup und gewann Medaillen bei den Asien- und Weltmeisterschaften. Bei den Olympischen Spielen 2024 war er Mitglied des japanischen Bahn-Vierers, der auf den 10. und letzten Platz kam. Im Keirin hingegen kam er bis ins Finale, wo er in einen Sturz mehrerer Fahrer verwickelt war und als Vierter klassiert wurde.

## Erfolge
2017
 Asienmeister – Teamsprint (Junioren; mit Keita Yamane und Kaito Kajihara)
 Asienmeisterschaften – Sprint (Junioren)
 Asienmeisterschaften – Mannschaftsverfolgung (Junioren; mit Ken Sato, Taiki Shimizu und Shoki Kawano)
2021
 Nations Cup – Teamsprint (Hongkong; mit Tomohiro Fukaya und Yūta Obara)
2022
 Japanischer Meister – Keirin, Teamsprint (mit Yoshitaku Nagasako und Yuta Obara)
2023
 Asienspiele – Teamsprint (mit Kaiya Ōta, Yoshitaku Nagasako und Yuta Obara)
 Nations Cup – Keirin (Kairo)
 Asienmeisterschaften – Keirin
 Weltmeisterschaften – Keirin
2025
 Asienmeister – Keirin, Teamsprint (mit Kaiya Ōta und Yoshitaku Nagasako)
 Asienmeisterschaften – Sprint